# Никки Ли
Ли Чунпи́н (кит. трад. 李崇萍, пиньинь Lǐ Chóngpíng), пишущая под псевдонимом Никки Ли (англ. Nicky Lee) — популярная тайваньская писательница и иллюстратор маньхуа. Никки Ли является одним из ведущих авторов тайваньского издательства Tongli Publishing. Среди жанров преобладают комедия, драма и романтика.

## Творчество
Как автор маньхуа, Никки Ли дебютировала в 1992 году, выпустив первые главы «Paradise City» в ежемесячном журнале «Flower Girl». С этой работы началось сотрудничество автора с тайваньским издательством «Tong Li Comics». В 1996 году Никки Ли начала издавать свою вторую серию — «Youth Gone Wild», составившую 14 томов. Работа над серией заняла пять лет.
Две работы Никки Ли лицензированы в России: маньхуа «Прованс» лицензирована издательством «Истари комикс», а «Номер один» — издательством «Фабрика комиксов».

## Влияния
Никки Ли любит работы японской мангаки Фуюми Сорё, автора известной манги Mars, а японского автора сёдзё-манги Рэйко Симидзу, известной по работам «Himitsu — The Top Secret», «Kaguya-hime: The Moon Princess», «Moonchild», считает образцом для подражания.
Кроме того, в её творчестве можно проследить влияние Ай Ядзавы — автора таких работ, как «Nana» и Ателье «Paradise Kiss».

## Личная жизнь
О личной жизни Никки Ли известно мало. Лишь по нескольких интервью, небольшим комментариям в книгах и сообщениям в её блоге можно судить о том, как Никки Ли живёт. Она замужем, детей у неё нет. В своих немногочисленных обращениях к читателям Никки Ли часто благодарит свою мать, которая оказала на неё значительное влияние. Также Никки — большая поклонница американских групп 80-х годов, играющих тяжёлый металл.